# پاتاشو
پاتاشو (فرانسوی: Patachou‎؛ ۱۰ ژوئن ۱۹۱۸ – ۳۰ آوریل ۲۰۱۵) یک هنرپیشه و خواننده اهل فرانسه بود.
از فیلم‌ها یا برنامه‌های تلویزیونی که وی در آنها نقش داشته‌است می‌توان به رقص کن کن فرانسوی، پولا ایکس، بازیگران و بلفگور، شبح موزه لوور اشاره کرد.
وی همچنین برندهٔ جوایزی همچون لژیون دونور شده است.